# Fritzerkogel
Fritzerkogel – szczyt w grupie Tennengebirge, części Północnych Alp Wapiennych. Leży w Austrii w kraju związkowym Salzburg. Góra ma dwa szczyty: wyższy - Großer Fritzerkogel i niższy - Kleine Fritzerkogel (2207 m).